# Oli de sèsam

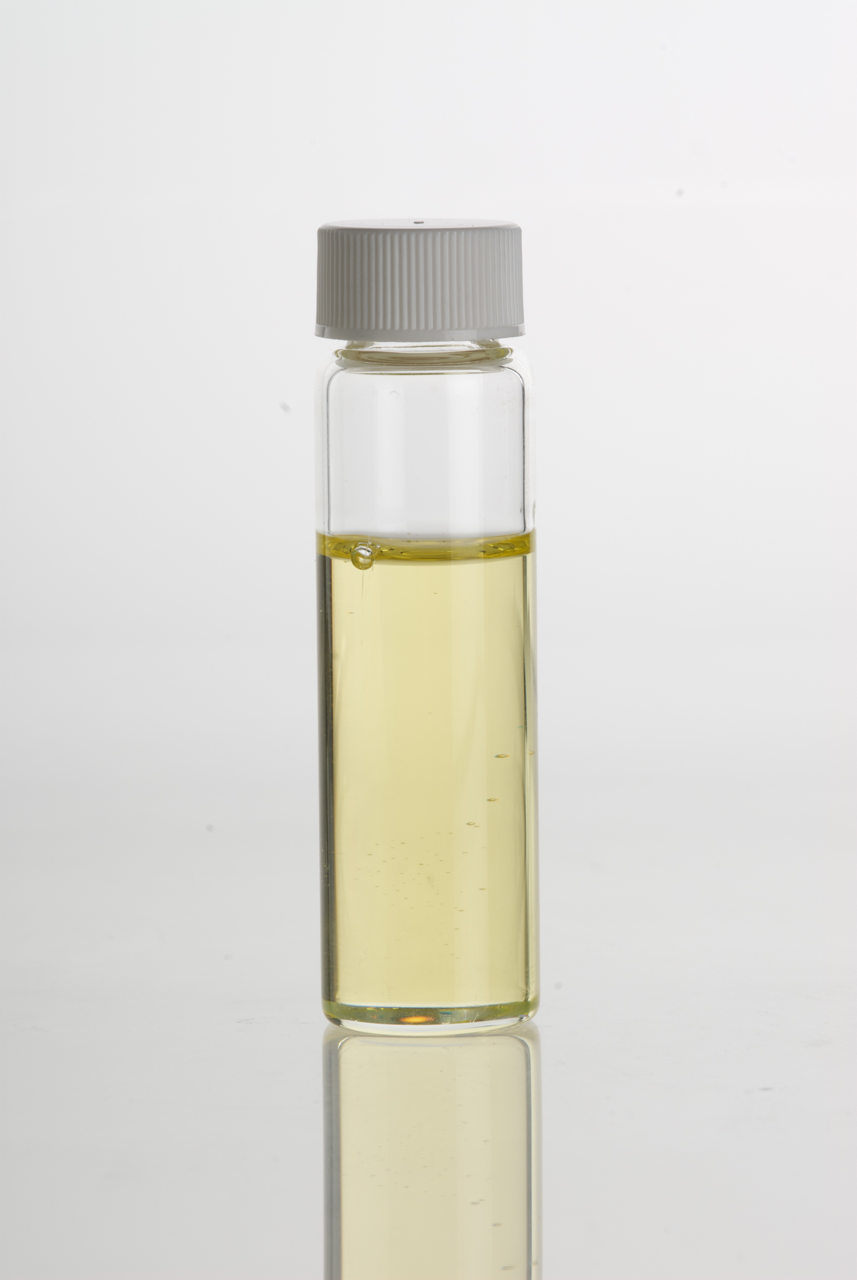
Oli de sèsam

L'oli de sèsam és un oli vegetal comestible que deriva de les llavors de la planta de sèsam. Encara que al sud de l'Índia s'utilitza com a oli per cuinar és més freqüent el seu ús com aromatitzant en la cuina xinesa i coreana, i en menor mesura en la cuina del sud-est asiàtic.

## Composició
El seu valor nutricional per 100 grams és: energia 3.699 kilojouls, proteïna 0 g, greix 100 g (dels quals saturats 14,2 g, monoinsaturats 39,7 g, polinsaturats 41,7 g), fòsfor 0 g, potassi 0 g, sodi 0 g, vitamina E 1,4 mg, vitamina K 13,6 ug (Font Usda)

L'oli de sèsam es compon dels següents àcids grassos:
| Àcid gras        | Nomenclatura | Mínim  | Màxim |
| ---------------- | ------------ | ------ | ----- |
| Àcid palmític    | C16:0        | 7,0%   | 12,0% |
| Àcid palmitoleic | C16:1        | traces | 0,5%  |
| Àcid esteàric    | C18:0        | 3,5%   | 6,0%  |
| Àcid oleic       | C18:1        | 35,0%  | 50,0% |
| Àcid linoleic    | C18:2        | 35,0%  | 50,0% |
| Àcid linolènic   | C18:3        | traces | 1,0%  |
| Àcid eicosenoic  | C20:1        | traces | 1,0%  |

## Història

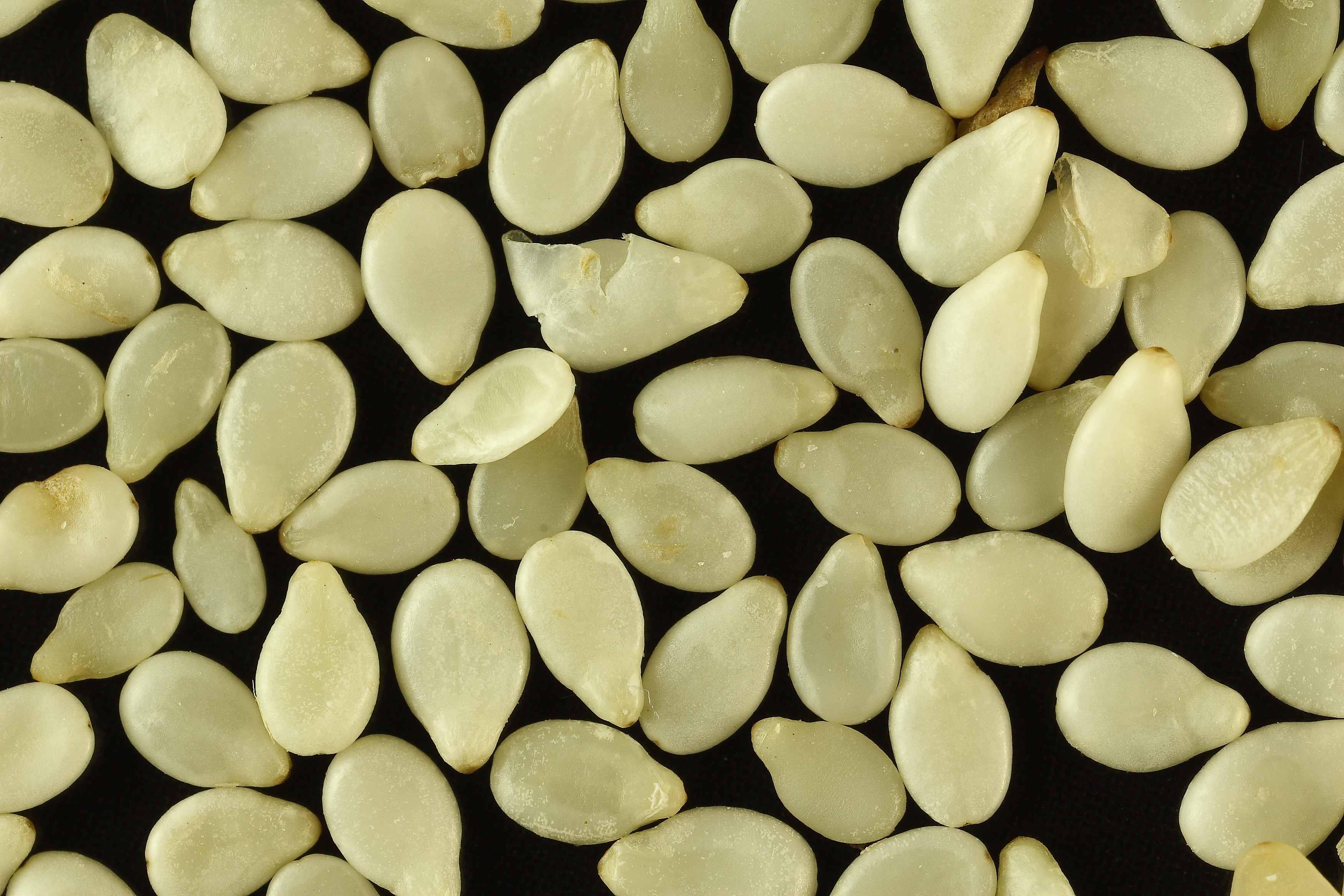
Llavors blanques de sèsam.

Les llavors de sèsam van ser un dels primers conreus processas per a obtenir-ne oli com també un dels primers condiments. Abans del 600 aC. els Assiris feien servir l'oli de sèsam com aliment i medicina encara que resultava molt car d'obtenir, també cremava en les llànties votives sagrades.

## Manufactura

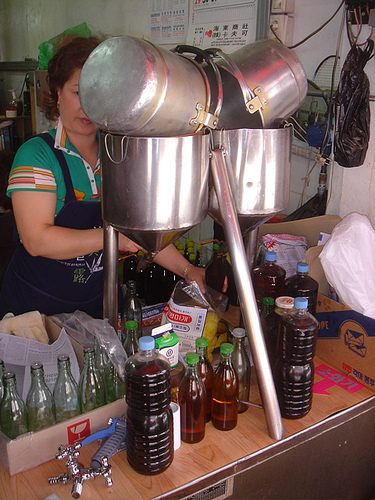
Envasant oli de sèsam a Corea del Sud.

L'estracció d'aquest oli no està completament automatitzada i necessita molta feina de tipus manual. En el conte d'Alí Babà i els 40 lladres les llavors representen un símbol de riquesa. Quan la càpsula s'obre deixen anar el seu tresor que són les llavors (botànicament són aquenis).
Els aquenis estan protegits per una càpsula que no s'obre fins a la maduració completa de les llavors i el temps quan maduren és variable, per això es fan feixos de les plantes i es posen en posició vertical. El 1943 es va descobrir una planta mutant natural que tenia les càpsules indehiscents cosa que facilita la feina.
L'oli s'extreu per pressió deixant un residu (turtó) adequat per alimentació animal.